# 福尔诺沃圣乔瓦尼
福尔诺沃圣乔瓦尼（義大利語：Fornovo San Giovanni）是意大利贝加莫省的一个市镇。总面积6.95平方公里，人口3239人，人口密度466.0人/平方公里（2009年）。国家统计（ISTAT）代码为016105。